# Rüschegg
Rüschegg je obec v kantonu Bern, v okrese Bern-Mittelland. Žije zde přibližně 1 700 obyvatel.

## Geografie
Nejsevernější a nejníže položenou třetinu obce tvoří četné zemědělské usedlosti v roztroušených osadách a čtyři vesnice Gambach, Hirschhorn, Heubach a Rüschegg-Graben. Rozkládají se kolem kopce Rüschegg, na němž stojí obecní kostel (937 m n. m.). Trvale obydlenou část obce odvodňují četné potoky, mimo jiné Gambach, Heubach, Wyssbach a Schwarzwasser. Nejnižší bod leží v nadmořské výšce 714 metrů.
Na jihu se nacházejí kopce Egg (Pfyffe 1666 m n. m.), Schüpfenfluh (1720 m n. m.) a Selibühl (1750 m n. m.). V této oblasti se nenachází žádné trvale obydlené sídlo.
Jižní hranici obce tvoří tři kopce alpského podhůří s názvy Gantrisch (2176 m n. m.), Bürgle (2165 m n. m.) a Ochse (2188 m n. m.). Zde pramení jeden z pramenů řeky Sense, Kalte Sense. Jediným celoročně obydleným sídlem v této části obce je lázeňské centrum Schwefelberg-Bad.
Ve směru hodinových ručiček od západu jsou sousedními obcemi Guggisberg, Schwarzenburg, Rüeggisberg, Riggisberg, Därstetten a Oberwil im Simmental.

## Historie
První písemná zmínka o obci pochází přibližně z roku 1428 jako Ruesseg.
Spolu s Guggisbergem tvořil Rüschegg horní část společného panství Grasburg. V rámci Guggisbergu se obydlené území kolem kopce Rüschegg nazývalo „na strži“. Tato poměrně odlehlá oblast byla společnou půdou společného panství a obývali ji žebráci a tuláci. Žebráci směli na společné půdě pást svůj dobytek (doloženy jsou předpisy o žebrotě z roku 1676). V roce 1803 se společné panství Grasburg stalo součástí Bernu a nazývalo se Oberamt (od roku 1831 Amtsbezirk) Schwarzenburg.
Hladová léta 1816/17 a 1846/47 a nepříznivé klimatické podmínky na konci 30. let 19. století obec Guggisberg zcela ochudily. Byla to nejchudší obec v celém kantonu Bern. Bernská vláda sem pravidelně vysílala komisaře pro chudé. Aby se snížilo pracovní zatížení přetížené obecní správy, byla obec Guggisberg v roce 1860 rozdělena a z části úvalu vznikla obec Rüschegg.
Rüschegg nebyl ušetřen dalších katastrof: v roce 1892 vyhořela obec Hirschhorn, v roce 1931 se po přívalových deštích sesunulo území o rozloze 65 hektarů, v roce 1936 se Heubach třikrát po sobě vylil z břehů a řeka Schwarzwasser odnesla most.

## Obyvatelstvo
| Rok            | 1860 | 1900 | 1930 | 1950 | 1980 | 2000 |
| Počet obyvatel | 2263 | 2318 | 2104 | 1872 | 1274 | 1628 |

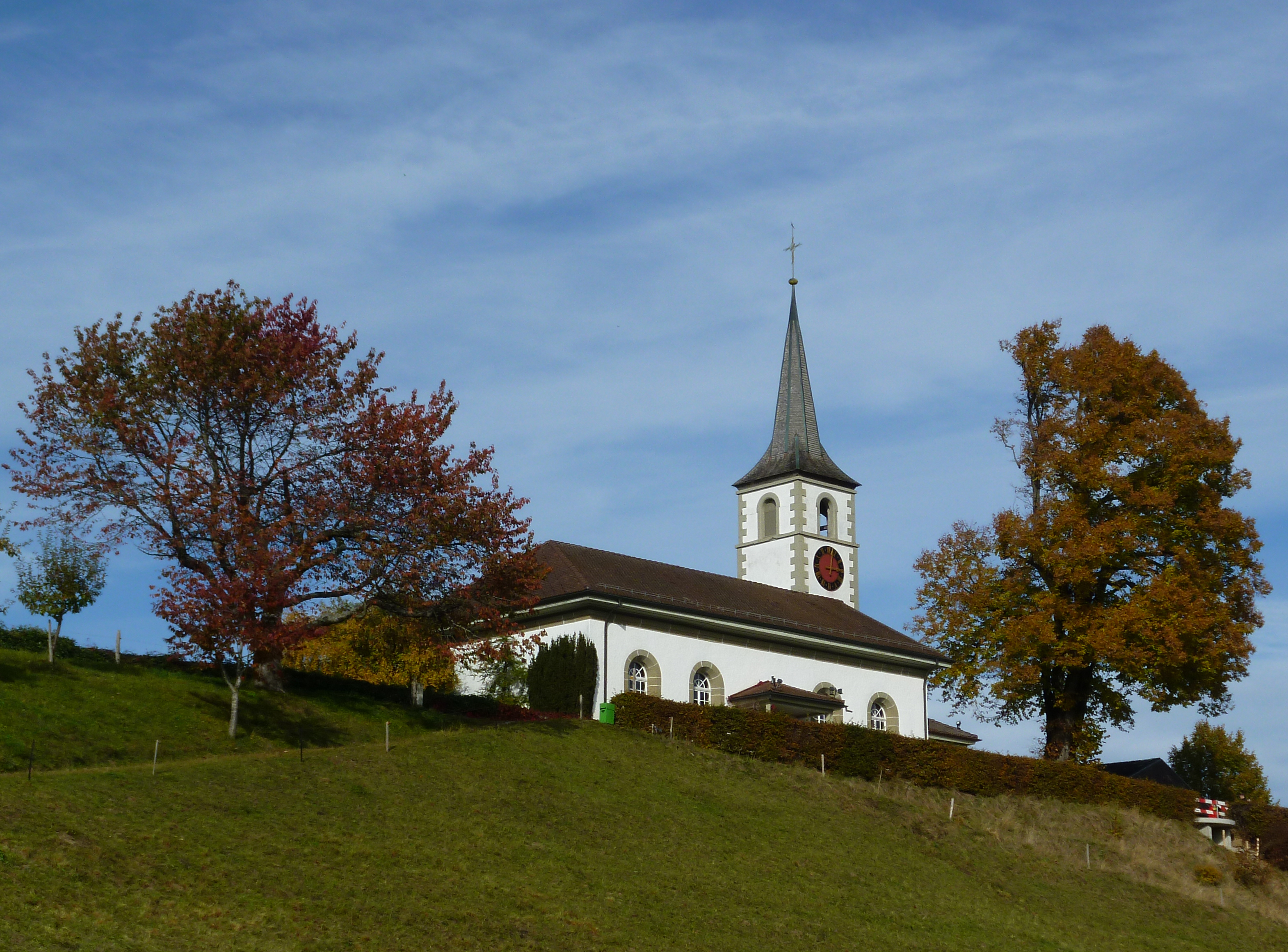
Kostel v Rüscheggu

Většina obyvatel (k roku 2000) hovoří německy (97 %).
84 % (2000) obyvatel se hlásí k evangelické církvi. Rüschegg patřil k farnosti Guggisberg pravděpodobně již od dob reformace.

## Hospodářství
Pro obec je výrazně charakteristické zemědělství a chov dobytka, i když strukturální změny od 80. let 20. století jsou nepřehlédnutelné. Rüschegg nemá žádný průmysl. Existuje zde několik komerčních podniků ve stavebnictví (zpracování dřeva). Košíkářství a podomní obchod, které byly ještě v 19. století velmi rozšířené (v roce 1900 mělo téměř 300 obyvatel Rüscheggu příslušné kantonální oprávnění), ve druhé polovině 20. století zcela zanikly.

## Doprava
Čtyři obce v okolí Rüschegg-Hügel jsou od roku 1928 obsluhovány linkou Postbusu z nádraží Schwarzenburg do Riggisbergu. 
V roce 1913 měl Rüschegg naději na vlastní železniční stanici v rámci projektu výstavby železniční trati z Thunu do Fribourgu. Obec přispěla na náklady spojené s plánováním, ale projekt se nikdy neuskutečnil.